# Walter Pérez
Walter Fernando Pérez (San Justo, 31 gennaio 1975) è un ex pistard argentino, medaglia d'oro nell'americana, in coppia con Juan Curuchet, ai Giochi olimpici 2008 svoltisi a Pechino.
Attivo tra gli Elite dal 1995, nel 2004 si è aggiudicato il titolo mondiale nell'americana sempre in coppia con Curuchet. Nella competizione iridata ha vinto anche una medaglia d'argento nell'omnium nel 2007 e tre medaglie di bronzo, nell'americana nel 2003 e nel 2006 e nello scratch nel 2004.
Nell'ambito dei Giochi panamericani ha vinto due medaglie d'oro (2003 e 2007) nell'americana, quattro medaglie d'argento (1995, 1999, 2003 e 2015) nell'inseguimento a squadre e due di bronzo, entrambe nel 2011, una nell'omnium e una nell'inseguimento a squadre, mentre nei Campionati panamericani ha vinto un totale di otto medaglie d'oro, due d'argento e tre di bronzo.

## Palmarès

### Pista
- 1994

Campionati panamericani, Inseguimento individuale
Campionati panamericani, Inseguimento a squadre (con Ángel Darío Colla, Sergio Giovachini e Edgardo Simón)
Campionati panamericani, Corsa a eliminazione
- 2003

2ª prova Coppa del mondo, Americana (Aguascalientes, con Juan Curuchet)
3ª prova Coppa del mondo, Americana (Città del Capo, con Juan Curuchet)
Tre Giorni Citta di Pordenone, (Pordenone, con Juan Curuchet)
Campionati argentini, Americana (con Juan Curuchet)
Giochi panamericani, Americana (con Juan Curuchet)
- 2004

1ª prova Coppa del mondo, Americana (Mosca, con Juan Curuchet)
1ª prova Coppa del mondo, Scratch (Mosca)
4ª prova Coppa del mondo, Americana (Sidney, con Juan Curuchet)
Campionati del mondo, Americana (con Juan Curuchet)
- 2005

Campionati panamericani, Americana (con Juan Curuchet)
Tre Giorni Citta di Pordenone, (Pordenone, con Juan Curuchet)
- 2006

3ª prova Coppa del mondo 2005-2006, Scratch (Los Angeles)
3ª prova Coppa del mondo 2005-2006, Americana (Los Angeles, con Ángel Darío Colla)
Campionati panamericani, americana (con Juan Curuchet)
Campionati panamericani, scratch
- 2007

Sei giorni di Torino (con Juan Curuchet)
Giochi panamericani, americana (con Juan Curuchet)
- 2008

Giochi olimpici, americana (con Juan Curuchet)
- 2009

Sei giorni di Cremona (con Sebastián Donadio)
- 2011

Coppa del mondo, Omnium (Calì)
- 2012

Campionati panamericani, Omnium
- 2013

Campionati panamericani, Inseguimento a squadre (con Maximiliano Richeze, Mauro Abel Richeze e Eduardo Sepúlveda)
- 2014

Campionati argentini, Inseguimento individuale

### Strada
- 2003

2ª tappa Vuelta al Valle (Allén > Allén)

#### Altri successi
- 1999

Classifica generale Doble Bragado
- 2007

3ª tappa Doble Bragado (Chacabuco > Pergamino)
- 2008

Doble Las Marías
- 2010

Classifica sprint Tour de San Luis
2ª tappa Doble Bragado (Mercedes > Chacabuco)
6ª tappa, 1ª semitappa Doble Bragado (Bragado > Bragado)
1ª tappa Beacon Series
1ª tappa Vuelta de Lavalle Mendoza (La Pega > La Pega)
4ª tappa Vuelta de Lavalle Mendoza (Jocoli > Costa de Araujo)
Classifica generale Vuelta de Lavalle Mendoza
- 2011

4ª tappa Doble Bragado (Pergamino > Pergamino)
Circuito Nuestra Señora del Portal
- 2012

Apertura CC La Nación Mercedes
5ª tappa Vuelta de Lavalle Mendoza
- 2013 (Buenos Aires Provincia)

1ª tappa Volta Provincia de Valencia (Cheste > Algemesi)

## Piazzamenti

### Competizioni mondiali
- Campionati del mondo

Stoccarda 2003 - Americana: 3º
Stoccarda 2003 - Scratch: 24º
Melbourne 2004 - Americana: vincitore
Melbourne 2004 - Scratch: 3º
Los Angeles 2005 - Scratch: 11º
Los Angeles 2005 - Americana: 13º
Bordeaux 2006 - Americana: 3º
Palma di Maiorca 2007 - Omnium: 2º
Palma di Maiorca 2007 - Americana: 6º
Manchester 2008 - Omnium: 12º
Manchester 2008 - Americana: 8º
Ballerup 2010 - Americana: 8º
Ballerup 2010 - Corsa a punti: 7º
Melbourne 2012 - Omnium: 18º
- Giochi olimpici

Atlanta 1996 - Inseguimento individuale: 8º
Atlanta 1996 - Inseguimento a squadre: 14º
Sydney 2000 - Inseguimento individuale: 8º
Sydney 2000 - Inseguimento a squadre: 9º
Atene 2004 - Americana: 9º
Pechino 2008 - Americana: vincitore
Londra 2012 - Omnium: 14º